# Elezioni presidenziali in Messico del 1924
Le elezioni presidenziali in Messico del 1924 si tennero il 6 luglio e furono vinte di larghissima misura dal generale, veterano della rivoluzione messicana, ed ex Segretario degli Interni, Plutarco Elías Calles, esponente del Partito Laburista Messicano che riscosse l'84,1 % del totale contro lo sfidante di destra Ángel Flores che si fermò al 15,85 %.

## Risultati
| Candidati                | Partiti                                                                   | Voti      | %     |
| ------------------------ | ------------------------------------------------------------------------- | --------- | ----- |
| Plutarco Elías Calles    | Partito Laburista Messicano (con PNA - PPM - ANP - PRM - PPC - PRP - PNC) | 1 340 634 | 84,14 |
| Ángel Flores             | Lega Politica Nazionale (con PNM - UNP - POE)                             | 252 599   | 15,85 |
| Nicolás Zúñiga y Miranda | Indipendente                                                              | 24        | 0,00  |
| Totale                   | Totale                                                                    | 1 593 257 | 100   |